# Lyne Chardonnet
Lyne Catherine Jeanne Chardonnet (* 5. Mai 1943 in Paris; † 11. Dezember 1980 in Enghien-les-Bains) war eine französische Schauspielerin.
Die Tochter eines Franzosen und einer Irin besuchte das Conservatoire national supérieur d’art dramatique, wo sie u. a. von Fernand Ledoux unterrichtet wurde. Ende der 1960er startete sie im Kino nach kleinen Rollen (als Jacotte in Michel Devilles Benjamin – Aus dem Tagebuch einer männlichen Jungfrau) in größeren Nebenrollen als naive Blonde. So spielte sie in Terence Youngs Mayerling Mary Vetseras Schwester, in Denys de La Patellières Balduin, das Nachtgespenst die Tochter von Louis de Funès und in Édouard Molinaros Mein Onkel Benjamin die in Bernard Alane verliebte Arabelle.
Ab Anfang der 1970er erhielt sie nur noch kleine Auftritte, etwa als Krankenschwester in Molinaros Die Herren Dracula und als zu einem Ball Eingeladene in Jacques Demys Lady Oscar. 1974 wirkte sie in dem oscargekrönten Kurzfilm …les borgnes sont Rois in einer kleinen Rolle mit.
Sie war von 1968 bis 1969 mit Paul Loup Sulitzer verheiratet.
Sie hatte mit Jacques Cortal eine 1974 geborene Tochter.
Lyne Chardonnet starb 1980 an Leberkrebs.

## Filmografie (Auswahl)
- 1966: Der Krieg ist vorbei (La guerre est finie)
- 1968: Balduin – das Nachtgespenst (Le tatoué)
- 1968: Mayerling
- 1968: Benjamin – Aus dem Tagebuch einer männlichen Jungfrau (Benjamin ou Les Mémoires d’un puceau)
- 1969: Der Mann im roten Rock (Mon oncle Benjamin)
- 1970: Allô Police (Fernsehserie, 1 Folge)
- 1972: Das Pariser Appartement (A time for Loving)
- 1974: Das Blaue Palais (3 Folgen)
- 1974: Der eiskalte Job (Le protecteur)
- 1974: Graf Yoster gibt sich die Ehre (1 Folge)
- 1976: Das Spielzeug (Le jouet)
- 1976: Die Herren Dracula (Dracula père et fils)
- 1980: Killer stellen sich nicht vor (Trois hommes à abattre)
- 1981: Einzigartige Chanel (Chanel solitaire)